# Ротуел (Западен Йоркшир)
Ротуел (на английски: Rothwell) е заможен пазарен град в югоизточната част на община Лийдс в Западен Йоркшир, Англия.
Според преброяването през 2001 г., градът има население от 21 010 души. Градът е част от градската зона на Западен Йоркшир. Най-близко разположената железопътна гара е Удълсфорд.

## История
Ротуел се споменава в книгата „Domesday Book“ от 1086 година под името „Rodewelle“, като за времето си има славата на място за кралски лов с ловна резиденция в Замъка Ротуел (Rothwell Castle).
През XV век получава правото да е пазарен град с панаири, провеждани два пъти годишно – традиция, която се поддържа и до днес благодарение на ежегодните карнавали, организирани от Комитета за развлеченията в Ротуел (Rothwell Entertainments Committee). Официалният празник „May Day“ се празнува край каменен кръст на ливадите на първия понеделник от месец май, а Ротуелският карнавал се провежда през втората събота от юли всяка година в Спрингхед Парк.
Ротуел е част от историческата местност, наречена Триъгълник на ревена (Rhubarb Triangle), известна с това, че е давала 90% от световното производство на зимен ревен, отглеждан под навеси, които са били честа гледка из полетата на Западен Йоркшир. „Триъгълникът“ с площ около 23 кв. км. се е образувал между градовете Ротуел, Уейкфийлд и Морли. Производството, започнало в началото на 1800-те, било в разцвет от началото на XX век до Втората световна война, когато с навлизането на екзотични плодове интересът към ревена замира.

## Известни личности
Родени в Ротуел
- Алън Смит (р. 1980), футболист